# Itsy Bitsy Spider
"Itsy Bitsy Spider" (ou "Itzy Bitzy Spider") foi o single de estreia da banda dinamarquesa Aqua, usando o nome original de Joyspeed.
A canção é uma translação de uma música antiga para crianças, "Itsy Bitsy Spider", que foi alterada pela banda numa forma techno.
Lançada a 1995, a canção destacou-se na Suécia, atingindo a quinquagésima quarta posição na tabela musical do país. Embora também tenha sido lançada na Dinamarca e na Alemanha, não entrou em nenhuma das tabelas musicais. É o único lançamento dos Aqua com a participação do gerente original, Michael Brinkenstjärna.

## Faixas e formatos
| CD Maxi-Single |                                                 |         |  |
| N.º            | Título                                          | Duração |  |
| 1.             | "Itzy Bitsy Spider" (Versão original reggae)    | 3:26    |  |
| 2.             | "Itzy Bitsy Spider" (Versão Hard Radio Spider)  | 3:47    |  |
| 3.             | "Itzy Bitsy Spider" (Versão alargada Joy Mix)   | 4:31    |  |
| 4.             | "Itzy Bitsy Spider" (Versão K. Boff World Mix') | 4:43    |  |
| 5.             | "Itzy Bitsy Spider" (Versão bónus)              | 0:38    |  |
| Duração total: | Duração total:                                  | 15:85   |  |

## Desempenho nas tabelas musicais

### Posições
| Tabela musical (1995)         | Melhor posição |
| ----------------------------- | -------------- |
| Suécia - Sweden Singles Chart | 54             |